# Хадыженск
Хады́женск — город на юге России, в Апшеронском районе Краснодарского края. Административный центр муниципального образования Хадыженское городское поселение. В городе действует бальнеологический курорт с йодо-бромными водами.

## Этимология
Название города происходит от абадзехского аула Хадыжи (адыг. Хъыды́жъы), располагавшегося на территории нынешнего города до завершения Кавказской войны.
По наиболее распространённой версии, топоним Хадыжи восходит к адыг. хьадэ — «труп», «мертвец» и адыг. жъы — «старый», «древний», что вместе дают — «долина древних могил». В пользу такого объяснения тот факт, что в прошлом на месте города вдоль реки часто встречались остатки грунтовых могил. По другой версии, название пошло от слова адыг. хьыды — так абадзехи называют место водопоя и отдыха скота.
Существует также версия, что название происходит от адыгейского: Хъыды — имя, жъы — старый, то есть получается — «селение Старой Хады». Кроме того существует предположение о происхождении названия населённого пункта «Хадыженск» от адыгского имени — адыг. Хъыды и адыг. жъы — «большой».

## География
Город находится в западной части Апшеронского района, в долине горной реки Пшиш, в 17 км к юго-западу от районного центра Апшеронска и в 115 км от Краснодара.
Граничит с землями населённых пунктов: Кабардинская на севере, Красная Горка на востоке, Травалёв на юге и Станционный на западе,
Хадыженск расположен в предгорьях Северо-Западного Кавказа. Горные вершины чередуются с долинами рек и малых речек. Высота отдельных возвышенностей у южных окраин Хадыженска достигают 500 метров и более, в то время как сам город находится на высоте 150—170 метров над уровнем моря. Горы и долины рек покрыты густой растительностью, свойственной Северо-западному Кавказу. У южной окраины Хадыженска в 1953 году в процессе бурения поисковой скважины залежей нефти и газа, был открыт фонтан минеральной воды из глубины 520 метров.
Гидрографическая сеть представлена бассейном реки Пшиш. У северной окраины города в неё впадает правый приток — река Хадажка. Также имеются различные источники минеральных вод. У восточной окраины города имеются «дикие ванны» с минеральными водами.

### Климат
Климат в значительной степени определяется окружающими горами и широкими долинами рек Пшиш и Хадажки, что создает тёплый умеренный климат. Также ощущается близость субтропиков.
Среднегодовая температура воздуха составляет +12,5 °C, при среднегодовой норме осадков в 1000 мм. Среднемесячная температура самого тёплого месяца (июль) составляет около +23,0 °C, среднемесячная температура самого холодного месяца (январь) около +2,5 °C. Относительная влажность в городе — 69 %. Продолжительность тёплого времени года составляет 8 месяцев: с апреля по ноябрь. Зима длится около 70 дней и температуры редко спускаются ниже 0 °C. Снежный покров не устойчив. Лето жаркое, но не знойное. Обильная растительность создает много тени и прохлады.

## История
На месте города люди жили издавна. Известно, что до XIX века здесь находилась адыгская крепость (адыг. Адыгэ къэлэжъ), о которой свидетельствуют остатки орудий, пушечные ядра и другие предметы. В 1864 году на месте покинутого черкесского аула Хадыжи была основана станица Хадыженская (иногда писалась Ходыженская). Первыми поселенцами были кубанские казаки из степных станиц, позднее поселенцы из Малороссии, Оренбургских степей, Урала и казаки с Дона.
После обнаружения в 1909 году возле станицы месторождения нефти стала развиваться нефтедобывающая промышленность, что привело к быстрому росту населения. Не позже 1935 года (по другим данным — 26 февраля 1939 года) станица была преобразована в рабочий посёлок Хадыженский. 28 сентября 1949 года населённый пункт был преобразован в город Хадыженск.

## Население
| 1926    | 1939    | 1959    | 1967    | 1970    | 1979    | 1989    |
| ------- | ------- | ------- | ------- | ------- | ------- | ------- |
| 2468    | ↗8466   | ↗20 164 | ↘20 000 | ↘17 856 | ↘17 811 | ↗18 998 |
| 1992    | 1996    | 1998    | 2000    | 2001    | 2002    | 2003    |
| ↗19 100 | ↗20 000 | ↗20 200 | ↘19 900 | ↘19 700 | ↗21 286 | ↗21 300 |
| 2005    | 2006    | 2007    | 2008    | 2009    | 2010    | 2011    |
| ↘20 900 | ↘20 800 | →20 800 | ↗20 900 | ↗21 104 | ↗21 579 | ↗21 600 |
| 2012    | 2013    | 2014    | 2015    | 2016    | 2017    | 2018    |
| ↗21 735 | ↗21 958 | ↗22 246 | ↗22 430 | ↗22 733 | ↘22 706 | ↘22 468 |
| 2019    | 2020    | 2021    | 2023    | 2025    |         |         |
| ↘22 315 | ↘22 181 | ↘22 094 | ↘21 829 | ↘21 700 |         |         |

На 1 января 2025 года по численности населения город находился на 617-м месте из 1124 городов Российской Федерации.
Национальный состав
По данным Всероссийской переписи населения 2010 года:
| Народ      | Численность, чел. | Доля от всего населения, % |
| ---------- | ----------------- | -------------------------- |
| русские    | 17 285            | 80,10 %                    |
| армяне     | 1 494             | 6,92 %                     |
| украинцы   | 340               | 1,58 %                     |
| другие     | 2 354             | 10,91 %                    |
| не указали | 106               | 0,49 %                     |
| всего      | 21 579            | 100 %                      |

см. также: Категория:Родившиеся в Хадыженске

## Минеральные воды
В 1953 году при разведочном бурении на южной окраине Хадыженска в скважине № 730 вместо нефти с глубины 520 метров был получен приток минеральной воды. С этого и началась история города как курорта. Был создан санаторий-профилакторий «Минеральный».
Минеральные воды среднеминерализованные (М — 12,5 г/л) йодобромистые воды с уникально высоким содержанием йода — 0,407 г/л, брома — 0,087 г/л (йодобромистые воды: йода не менее 5 мг/л, а брома не менее 25 мг/л) применяются для ванн. Хлоридно-натриевая щелочная вода, содержащая йод и бром, применяется для питьевого лечения. Маломинерализованная гидрокарбонатно-хлоридная натриевая вода питьевого назначения, содержащая йод и бром, разливается в бутылки под маркой «Хадыженская».
Для приготовления искусственных йодобромных ванн за основу принимают химический состав Хадыженского источника.
В городе существует несколько источников с водой схожего состава.

## Промышленность

Пиво Хадыженское. Этикетка середины 90-х. На этикетке видны техусловия 1994 года

- ОСП Хадыженская промыслово-геофизическая экспедиция, филиал ОАО «Краснодарнефтегеофизика»
- ООО «КНГ-Ремонт», филиал ОАО «РН-Краснодарнефтегаз»
- ОАО «Хадыженский машиностроительный завод»
- ОАО «Хадыженский хлебокомбинат» (закрылся, теперь там магазин «Светофор»)
- Пивоваренный завод «Хадыженский»
- Санаторий «Минеральный» (закрылся)
- ЛПДС «Хадыженская» (АО «Черномортранснефть»)
- ООО ТПК «Кубанские минеральные воды»
- Филиал Апшеронского автовокзала

## Транспорт
Через город проходит железнодорожная линия «Армавир—Туапсе». Железнодорожная станция Хадыженская — основная станция города, на которой останавливаются поезда дальнего следования — находится в 5 км от города, обслуживается посёлком Станционный. Кроме того, в черте города находится дополнительная железнодорожная платформа 1811 км, на которой останавливаются только местные электропоезда.
Городское сообщение представлено пятью автобусными маршрутами, работающими по регулируемому тарифу с предоставлением всех льгот. На маршрутах работают автобусы малого класса
- № 1 Обводная — Суздальская
- № 2 Висячий мост — Травалёв
- № 3 АБЗ — Больница
- № 4 Больница — Обводная
- № 5 Больница — Обводная

Пригородное и междугородное сообщение предсталвено пятью автобусными маршрутами. На маршрутах работают автобусы большого класса
- № 124 Хадыженск — Куринская
- № 125 Апшеронск — Хадыженск
- № 129 Хадыженск — Кабардинская
- № 604 Хадыженск — Краснодар
- № 852 Хадыженск — Армавир

## Религия
- Русская православная церковь представлена храмами:
  - Святого Ильи[36] — ул. Горького, 21, настоятель — о. Герман Осипов;
  - Георгия Победоносца[37] — ул. Ленина, 60; настоятель — протоирей Анатолий Шаргин.
- Протестантские церкви[38]:
  - Церковь евангельских христиан-баптистов (РС ЕХБ) — ул. Победы, д. 47; ул. Первомайская, д. 135а;
  - Церковь евангельских христиан-баптистов (МСЦ) (МСЦ ЕХБ) — ул. Первомайская, д. 180;
  - Церковь христиан адвентистов седьмого дня (ЦХАСД) — ул. Школьная, д. 87.
- Армянская апостольская церковь, несмотря на заметное присутствие армян в городе, не имеет здесь своего храма.